# Leo Catozzo
Leo Catozzo, à l'état-civil Leo Cattozzo, né le 10 décembre 1912 à Adria dans la province de Rovigo en Vénétie et mort le 4 mars 1997 à Santa Severa (it), frazione de Santa Marinella, à l'époque dans la province de Rome, est un monteur, un scénariste et un acteur italien.

## Biographie

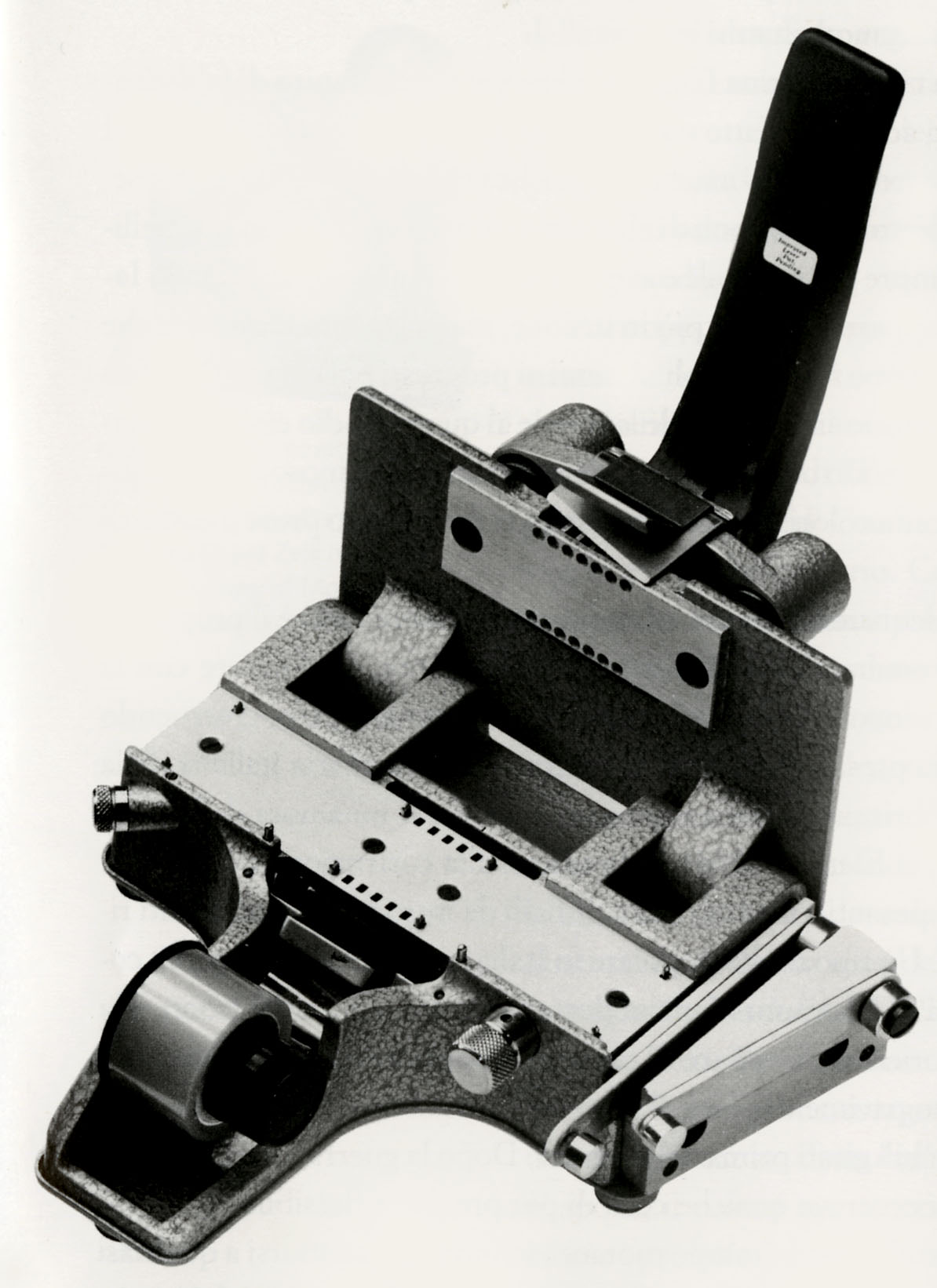
La colleuse Catozzo

Leo Cattozzo naît dans une famille de Vénétie. Il est le fils de l'administrateur de théâtre et musicien Nino Cattozzo.
Il est reçu à ses examens de droit, mais se consacre à la musique et obtient un diplôme en violoncelle au conservatoire de Venise. Après avoir déménagé à Rome, il s'inscrit au Centro sperimentale di cinematografia où il obtient un diplôme de mise en scène et réalisation.
Il commence sa carrière dans le cinéma en 1941 aux côtés de Mario Mattoli, d'abord comme scénariste, puis comme aide-réalisateur, restant avec lui jusqu'en 1951.
Lorsqu'il entre en contact avec les producteurs Carlo Ponti et Dino De Laurentiis, il commence avec eux une carrière de monteur qui continue jusqu'en 1963. Il travaille alors pour des cinéastes comme Mario Soldati, Alberto Lattuada, King Vidor et René Clément. Sa connivence artistique la plus forte est avec Federico Fellini, dont il monte quatre films.
Il a breveté une colleuse, la célèbre colleuse Catozzo (it), qu'il a produite en série à l'aide d'une petite société, la CIR (Costruzione Incollatrici Rapide).
Il abandonne ensuite le cinéma pour se consacrer à sa vieille passion, la musique.

## Filmographie

### Comme scénariste
- 1941 : Voglio vivere così de Mario Mattoli
- 1942 : La donna è mobile de Mario Mattoli
- 1942 : Lèvres closes (Labbra serrate) de Mario Mattoli
- 1943 : La valle del diavolo de Mario Mattoli
- 1943 : Ho tanta voglia di cantare de Mario Mattoli
- 1950 : Angelo tra la folla (it) de Leonardo De Mitri et Francesco De Robertis

### Comme assistant réalisateur
- 1942 : Ce soir, rien de nouveau de Mario Mattoli
- 1942 : Chaînes invisibles (Catene invisibili) de Mario Mattoli
- 1942 : I tre aquilotti de Mario Mattoli
- 1945 : La vie recommence (La vita ricomincia) de Mario Mattoli
- 1946 : Partenza ore sette de Mario Mattoli
- 1948 : Arènes en folie (Fifa e arena) de Mario Mattoli
- 1950 : Deux Légionnaires au harem (Totò sceicco) de Mario Mattoli
- 1951 : Il padrone del vapore de Mario Mattoli
- 1951 : Accidenti alle tasse!! de Mario Mattoli
- 1951 : Totò terzo uomo de Mario Mattoli

### Comme acteur
- 1942 : I tre aquilotti de Mario Mattoli

### Comme monteur
- 1943 : La valle del diavolo de Mario Mattoli
- 1943 : Ho tanta voglia di cantare de Mario Mattoli
- 1943 : Una piccola moglie (it) de Giorgio Bianchi
- 1950 : Angelo tra la folla (it) de Leonardo De Mitri et Francesco De Robertis
- 1951 : Anema e core de Mario Mattoli
- 1952 : Les Trois Corsaires (I tre corsari) de Mario Soldati
- 1952 : La Fille du corsaire noir (Jolanda la figlia del corsaro nero) de Mario Soldati
- 1953 : La Marchande d'amour (La provinciale) de Mario Soldati
- 1953 : La Louve de Calabre (La lupa) d'Alberto Lattuada
- 1953 : Le Navire des filles perdues (La nave delle donne maledette) de Raffaello Matarazzo
- 1953 : Rapt à Venise (La mano dello straniero) de Mario Soldati
- 1954 : Théodora, impératrice de Byzance (Teodora, imperatrice di Bisanzio) de Riccardo Freda
- 1954 : La strada de Federico Fellini
- 1954 : Ulysse (Ulisse) de Mario Camerini
- 1954 : Attila, fléau de Dieu (Attila, il flagello di Dio) de Pietro Francisci
- 1955 : La Fille du fleuve (La donna del fiume) de Mario Soldati
- 1956 : Guerre et Paix (War and Peace) de King Vidor
- 1957 : Guendalina d'Alberto Lattuada
- 1957 : Les Nuits de Cabiria (Les Nuits de Cabiria) de Federico Fellini
- 1957 : Barrage contre le Pacifique de René Clément
- 1958 : Fortunella d'Eduardo De Filippo
- 1959 : Un seul survivra (Vite perdute) d'Adelchi Bianchi et Roberto Mauri
- 1959 : Europa dall'alto de Severino Casara, documentaire
- 1960 : La dolce vita de Federico Fellini
- 1960 : Les Adolescentes (Dolci inganni) d'Alberto Lattuada
- 1960 : La Novice (Lettere di una novizia) d'Alberto Lattuada
- 1961 : L'Imprévu (L'imprevisto) d'Alberto Lattuada
- 1962 : Boccace 70 (Boccaccio '70), épisode Le tentazioni del dottor Antonio de Federico Fellini
- 1962 : La Steppe (La steppa) de Alberto Lattuada
- 1963 : 8 ½ de Federico Fellini

### Crédits de traduction
- (it) Cet article est partiellement ou en totalité issu de l’article de Wikipédia en italien intitulé « Leo Catozzo » (voir la liste des auteurs).